# 忍者と殺し屋のふたりぐらし
『忍者と殺し屋のふたりぐらし』（にんじゃところしやのふたりぐらし）は、ハンバーガーによる日本の漫画作品。『コミック電撃だいおうじ』（KADOKAWA）にてVol.90（2021年2月26日発売）から連載中。略称は『にんころ』。
メディアミックスとして、テレビアニメが2025年4月から6月まで放送された。

## あらすじ
くノ一の草隠さとこは仲間に流されて抜け忍になり、行き倒れていたところを女子高生で殺し屋の古賀このはに助けられる。このはが里の追手からさとこを守る代わりに、さとこがこのはの仕事を手伝うことになり、2人は共同生活を始める。

## 登場人物
声の項はテレビアニメ版の声優。

### 主要人物
草隠 さとこ（）
声 - 三川華月
本作の主人公。流されやすい性格で、成り行きで抜け忍となり、偶然出会ったこのはの元に住み込む。モノ(生きている生物以外のほぼ全て。実体を持たない悪魔や幽霊も含む。時間はかかるが建物のような巨大な物も処理できる)を葉っぱに変える忍術を持ち、このはが殺した者の処理を行う。忍者として役立たずであったため雑用ばかりやっていたので、家事に長けている。
古賀 このは（）
声 - 花澤香菜
凄腕のヒットマンで普段は女子高生。偽名を多数持ち、本名は不明。常に冷静沈着で、さとこへの対応も基本クール。目撃者をすぐに殺そうとするが、黒に止められている。
殺し屋としては凄腕で、プロの殺し屋である忍者を返り討ちにする程。だが死体の処理が雑な為、殺し屋ランキングでは下位で低迷していた。さとこの術の有効性や家事の上手さに目を付けて、自宅のワンルームマンションに同居させる。さとこの忍術で死体処理をスムーズに行えるようになりランキングも上昇したが、さとこを台所の床で就寝させるなど、同居人としては過酷な生活を強いている。
イヅツミ マリン
声 - 芹澤優
科学者の殺し屋で、このはをライバル視しているが、ストーカー的な歪んだ愛情も向けている。死体の処理が雑な為、このはと同じくランキング下位で低迷していたが、さとこと組んだこのはがランキングを上げているのに怒り、さとこを奪おうとロボ子を作る。実質二人の協力者として親しくなった後もさとこ達を名前で呼ばず、さとこを「クノイチ」、このはを「メガネ」と呼び続ける。
黒（）
声 - 喜多村英梨
抜け忍のリーダー。恋人と暮らすために仲間を集めて里を抜けた。記憶消去の忍術を持ち、このはがさとこへの追っ手を殺す度に目撃者の記憶を消して対処している。パチンコ好きの無職。巨乳好きの女たらしで、里でも何人かの忍者に手を出していた。
百合子（）
声 - 大久保瑠美
黒の同性の恋人。ブラックカードを持つほどの金持ちで、黒を養っている。このはのことを「殺し屋ちゃん」と呼ぶ。巨乳。
ロボ子（）
声 - 三川華月
マリンがさとこに似せて作ったロボット。見た目は完全なロボだが、何故かこのはは本物のさとこと見分けられない。自己改造を行い、マリンも把握してない機能を持っている。忍術は使えないが、人知れず追っ手の忍者を撃退する程の戦闘能力に加え、空も飛べる。死体処理は目から出すビームで焼却する。
さとこによって葉っぱに変えられたことで消滅するが、記憶を受け継いだ小型の後継機が登場する。

### その他
吉田 碧子（）
声 - 小倉唯
このはのクラスメイト。他人と関わろうとしないこのはに積極的に接し、彼女の唯一の友人となる。
父は大企業の社長だったが殺害依頼を受けたこのはに殺され、母は家を捨てて一家離散。それでも挫けず前向きに生きている。
佐藤 葵（）
声 - 井口裕香
碧子の幼馴染。眼鏡を掛けた生真面目な女子で、碧子曰く「このはと似ている」。
将来は医者を目指しており、塾の全国テストで1位を取る程に優秀だったが、息子の受験の強力なライバルだと考えた親の依頼を受けた殺し屋によって、失踪に見せかける形で殺される。
イヅツミ ミナト
声 - 田中あいみ
マリンの姉で重度のシスコン。文武両道の天才で幼い頃のマリンに慕われていたが、妹を蔑ろにしていた両親を撲殺、殺害現場を見たマリンに逃げられた。
時が経ち現在、偶然見かけたマリンを誘拐して若返りジュースを飲ませて幼女化させ、自身も若返る。さとこ達にマリンを奪い返されるが、マリンとは仲直りした。マリン以外の人間には冷たい。

#### 各話に登場の追っ手忍者
ゆかり以外は全員、登場した回でこのは（あるいはロボ子）に殺されている。
草隠 ふみこ
声 - M・A・O
草隠 みちる
声 - 守屋亨香
草隠 あすか
声 - 楠木ともり
草隠 みどり
声 - 石上静香
草隠 ありさ
声 - 羊宮妃那
草隠 はつこ
声 - 石見舞菜香
草隠 アヤカ
声 - 鳴海まい
草隠 まお
声 - 古賀葵
草隠 さくら
声 - 伊藤彩沙
草隠 蟹江
声 - 大地葉
草隠 かりん
声 - 内山夕実
草隠 明電(めいでん)
声 - 皆口裕子
草隠 ゆかり
声 - 新谷真弓
草隠 かのん
声 - 内田真礼

## 書誌情報
- ハンバーガー 『忍者と殺し屋のふたりぐらし』 KADOKAWA〈電撃コミックスNEXT〉、既刊5巻（2025年3月27日現在）
  1. 2022年1月27日発売[9][10]、ISBN 978-4-04-914191-7
  2. 2022年11月25日発売[11]、ISBN 978-4-04-914737-7
  3. 2023年7月26日発売[12]、ISBN 978-4-04-915164-0
  4. 2024年4月26日発売[1][13]、ISBN 978-4-04-915713-0
  5. 2025年3月27日発売[14][15]、ISBN 978-4-04-916358-2 / ISBN 978-4-04-916359-9（特装版）

## テレビアニメ
2024年4月にテレビアニメ化が発表された。2025年4月から6月までAT-Xほかにて放送された。

### スタッフ
- 原作 - ハンバーガー[1]
- 監督 - 宮本幸裕[4]
- シリーズ構成 - 東冨耶子[4]
- 脚本 - 西部真帆
- アニメーションキャラクターデザイン - 潮月一也[4]
- メインアニメーター - 山田詩乃、許有真、伊藤良明（第1話 - 第8話）
- プロップデザイン - 後藤早紀、ハンバーガー[注釈 1]、山田詩乃（第1話 - 第10話）、興津幸乃（第11話 - 第12話）、池田亜也美（第11話 - 第12話）、高野千明（第12話）
- 美術監督 - 飯島寿治[4]
- 美術設定 - 大原盛仁
- 色彩設計 - 渡辺康子[4]
- CGディレクター - 島久登
- 撮影監督 - 藤田和意[4]
- 編集 - 松原理恵[4]
- 音響監督 - 亀山俊樹[4]
- 音響効果 - 中野勝博
- 音響制作 - ビットグルーヴプロモーション[4]
- 音楽 - 葛西竜之介[4]
- 音楽制作 - ハートカンパニー[4]
- 音楽プロデューサー - 斎藤滋[4]、タノウエマモル[4]
- プロデューサー - 藤原利紀、松川裕也、澤畠康二、岡﨑優（第1話 - 第8話）→松村尚（第9話 - 第12話）、東真央、三浦史、飯塚彩
- 制作プロデューサー - 工藤匡貴
- アニメーション制作 - シャフト[1]
- 製作 - にんころ製作委員会（KADOKAWA、シャフト、ポニーキャニオン、関西テレビ、BS11、ムービック、AT-X）

### 主題歌
「やれんの？エンドレス」
花澤香菜によるオープニングテーマ。作詞はケンモチヒデフミ、作曲・編曲はTAKU INOUE。
「にんころダンス」
HoneyWorks feat.ハコニワリリィによるエンディングテーマ。作詞・作曲・編曲はHoneyWorksとMARUMOCHI。

### 各話リスト
| 話数   | サブタイトル                     | 絵コンテ          | 演出              | 作画監督 | 総作画監督                          | 初放送日       |
| ------ | -------------------------------- | ----------------- | ----------------- | --- | ----------------------------------- | -------------- |
| 第1葉  | 忍者と殺し屋の出会い             | 宮本幸裕 潮月一也 | 宮本幸裕          | 潮月一也 山村洋貴 伊藤良明 杉山延寛 高野晃久 岩本里奈                                                                                   | 潮月一也 高野晃久                   | 2025年 4月10日 |
| 第2葉  | 忍者と殺し屋の日常               | 八瀬祐樹          | 藤田星平          | 伊藤良明 許有真 浅井昭人 築山翔太 清水勝祐 二瓶令暁 和田賢人 多田和春 富春 郭書夢                                                       | 潮月一也 高野晃久                   | 4月17日        |
| 第3葉  | 忍者と殺し屋のお仕事             | 宮崎修治          | 角谷理            | 宮嶋仁志 松崎嘉克 鮫島寿志 笹川弥幸 二瓶令暁 北島勇樹 中熊太一 堀野ゆうこ                                                               | 潮月一也 高野晃久                   | 4月24日        |
| 第4葉  | 忍者と殺し屋の関係               | 葉摘田緒          | 松村幸治          | 伊藤良明 許有真 浅井昭人 清水勝祐 河島久美子 多田和春 富春 郭書夢                                                                       | 潮月一也 高野晃久                   | 5月1日         |
| 第5葉  | ロボットと殺し屋のふたりぐらし   | 徳留夢奈 吉澤翠   | 徳留夢奈 吉澤翠   | 伊藤良明 浅井昭人 宮嶋仁志 築山翔太 鮫島寿志 多田和春 富春                                                                              | 潮月一也 高野晃久 山村洋貴          | 5月8日         |
| 第6葉  | 巨乳と殺し屋のふたりぐらし       | 渋田直彰          | 渋田直彰          | 松崎嘉克 二瓶令暁 和田賢人 河島久美子 ハンミンギ 蒋航岑 蘭雯丽                                                                          | 潮月一也 高野晃久 山村洋貴          | 5月15日        |
| 第7葉  | 殺し屋とクラスメイトのおともだち | 葉摘田緒          | 藤田星平          | 宮嶋仁志 浅井昭人 清水勝祐 松崎嘉克 鮫島寿志 和田賢人 多田和春 蒋航岑 郭書夢 蘭雯丽                                                     | 潮月一也 高野晃久 山村洋貴          | 5月22日        |
| 第8葉  | 忍者と殺し屋の大きなおうち       | 松村幸治          | 松村幸治          | 許有真 浅井昭人 清水勝祐 二瓶令暁 築山翔太 北島勇樹 中熊太一 郭書夢 蒋航岑 富春                                                         | 潮月一也 高野晃久 山村洋貴          | 5月29日        |
| 第9葉  | 忍者と殺し屋と実験               | 角谷理            | 角谷理            | 高橋みき 笹川弥幸 蘭雯丽 河島久美子 浅井昭人 松崎嘉克 和田賢人 劉剣                                                                     | 潮月一也 高野晃久 山村洋貴 伊藤良明 | 6月5日         |
| 第10葉 | 忍者と殺し屋の赤ちゃん           | 宮﨑修治          | 宮﨑修治          | 浅井昭人 宮嶋仁志 清水勝祐 富春 宮井加奈 ハンミンギ 郭書夢 蒋航岑 笹川弥幸 松本和志 鮫島寿志 宮﨑修治                                   | 潮月一也 高野晃久 山村洋貴 伊藤良明 | 6月12日        |
| 第11葉 | 忍者と殺し屋の大ピンチ           | 髙橋裕哉          | 藤田星平 渋田直彰 | 高橋みき 清水勝祐 浅井昭人 和田賢人 築山翔太 松崎嘉克 笹川弥幸 北島勇樹 富春 蘭雯丽 王瑞浩                                              | 潮月一也 高野晃久 山村洋貴 伊藤良明 | 6月19日        |
| 第12葉 | 忍者と殺し屋のふたりぐらし       | 葉摘田緒 吉澤翠   | 宮本幸裕          | 山村洋貴 浅井昭人 宮井加奈 許有真 清水勝祐 宮嶋仁志 ハンミンギ 中熊太一 河島久美子 奥川晶沙 鮫島寿志 蒋航岑 郭書夢 蘭雯丽 富春 長田寛人 | 潮月一也 高野晃久 山村洋貴 伊藤良明 | 6月26日        |

### 放送局
| 放送期間                | 放送時間                     | 放送局     | 対象地域   | 備考                                            |
| ----------------------- | ---------------------------- | ---------- | ---------- | ----------------------------------------------- |
| 2025年4月10日 - 6月26日 | 木曜 21:30 - 22:00           | AT-X       | 日本全域   | 製作参加 / CS放送 / 字幕放送 / リピート放送あり |
|                         | 木曜 22:30 - 23:00           | TOKYO MX   | 東京都     |                                                 |
| 2025年4月11日 - 6月27日 | 金曜 0:30 - 1:00（木曜深夜） | BS11       | 日本全域   | 製作参加 / BS放送 / 『ANIME+』枠                |
|                         | 金曜 1:45 - 2:15（木曜深夜） | 関西テレビ | 近畿広域圏 | 製作参加                                        |
| 2025年4月17日 - 7月3日  | 木曜 0:20 - 0:50（水曜深夜） | 三重テレビ | 三重県     |                                                 |

| 配信開始日    | 配信時間                | 配信サイト | 備考                 |
| ------------- | ----------------------- | --- | -------------------- |
| 2025年4月10日 | 木曜 22:00 更新         | dアニメストア | 地上波先行・最速配信 |
| 2025年4月13日 | 日曜 22:00 以降順次更新 | U-NEXT ABEMA アニメ放題 ニコニコ生放送 ニコニコチャンネル DMM TV Lemino FOD バンダイチャンネル Hulu TELASA （見放題プラン） J:COM STREAM milplus見放題パックプライム カンテレドーガ TVer Prime Video | 見放題配信           |
|               |                         | HAPPY!動画 Rakuten TV | 都度課金配信         |

### BD
| 巻 | 発売日            | 収録話         | 規格品番  |
| -- | ----------------- | -------------- | --------- |
| 1  | 2025年7月25日     | 第1話 - 第4話  | KAXA-9031 |
| 2  | 2025年8月27日予定 | 第5話 - 第8話  | KAXA-9032 |
| 3  | 2025年9月26日予定 | 第9話 - 第12話 | KAXA-9033 |

### Webラジオ
草隠さとこ役の三川華月がパーソナリティを務めるWebラジオ『忍者と殺し屋のラジオぐらし』が2025年4月から毎月22日（にんにんの日）に、音泉およびYouTubeチャンネル「KADOKAWA Anime Channel」にて配信。
また、アニメの各話放送後には出演キャストによる「アフタートーク」も配信されている。